# Klubowy Puchar Europy w szachach (2000)
2000 – szesnasty sezon Klubowego Pucharu Europy w szachach. Rozgrywki odbyły się w Neum w dniach 24–30 września 2000 roku. Tytuł obroniła bośniacko-hercegowińska Bosna Sarajewo.

## Format rozgrywek
Turniej odbywał się systemem szwajcarskim na dystansie siedmiu rund. W przypadku identycznej liczby punktów decydowała łączna liczba punktów uzyskanych przez zawodników, a przy dalszej równości – system Sonneborna-Bergera.

## Uczestnicy
W nawiasie podano średni ranking Elo. Źródło: OlimpBase

- Merkur Versicherung Graz (2540)
- SV NÖ Melk-Wachau (2367)
- KSK Rochade Eupen-Kelmis (2404)
- Boksit Milici (2498)
- Bosna Sarajewo (2633)
- ŠK Bihać (2480)
- ŠK Kiseljak (2532)
- Zrinjski Mostar (2292)
- Zrinjevac Zagrzeb (2525)
- Infinity Pardubice (2417)
- Taraus Tampere (2310)
- Nancy Est Echecs (2404)
- Philidor Mulhouse (2330)
- Ordina Breda (2664)
- Bray Chess Club (2170)
- ASA Tel Awiw (2478)
- Beer Sheva Chess Club (2557)
- Radonja Bojović Nikšić (2544)
- Gambit Bonnevoie (2268)
- Alkaloid Skopje (2436)
- Randaberg SK (2262)
- Polonia PKO BP Warszawa (2602)
- Boavista FC (2347)
- Petersburg[3] (2635)
- Sibir Tomsk (2587)
- Uniwersitet Majkop (2544)
- RAT Bukareszt (2533)
- Hydina Koszyce (2357)
- Tatran Plynoma Preszów (2281)
- SK Rockaden Stockholm (2482)
- Danko-Donbas Ałczewsk (2596)
- Cardiff Chess Club (2134)
- Monmouth Minnows (2075)
- EMSE-Miskolc (2507)

## Rozgrywki

### Runda 1
Źródło: OlimpBase
24 września 2000
| Ordina Breda – ASA Tel Awiw 5½:½                       |
| Alkaloid Skopje – Petersburg ½:5½                      |
| Bosna Sarajewo – Infinity Pardubice 5½:½               |
| Nancy Est Echecs – Polonia PKO BP Warszawa 2:4         |
| Danko-Donbas Ałczewsk – KSK Rochade Eupen-Kelmis 3½:2½ |
| SV NÖ Melk-Wachau – Sibir Tomsk 1½:4½                  |
| Beer Sheva Chess Club – Hydina Koszyce 5½:½            |
| Boavista FC – Radonja Bojović Nikšić 2½:3½             |
| Uniwersitet Majkop – Philidor Mulhouse 5:1             |
| Taraus Tampere – Merkur Versicherung Graz 1:5          |
| RAT Bukareszt – Zrinjski Mostar 4½:1½                  |
| Tatran Plynoma Preszów – ŠK Kiseljak ½:5½              |
| Zrinjevac Zagrzeb – Gambit Bonnevoie 5½:½              |
| Randaberg SK – EMSE-Miskolc 0:6                        |
| Boksit Milici – Bray Chess Club 5:1                    |
| Cardiff Chess Club – SK Rockaden Stockholm ½:5½        |
| ŠK Bihać – Monmouth Minnows 6:0                        |

### Runda 2
Źródło: OlimpBase
25 września 2000
| Uniwersitet Majkop – Ordina Breda 1½:4½              |
| Petersburg – Merkur Versicherung Graz 5:1            |
| RAT Bukareszt – Bosna Sarajewo 2:4                   |
| Polonia PKO BP Warszawa – ŠK Kiseljak 3:3            |
| Zrinjevac Zagrzeb – Danko-Donbas Ałczewsk 3:3        |
| Sibir Tomsk – EMSE-Miskolc 3:3                       |
| Boksit Milici – Beer Sheva Chess Club 2½:3½          |
| Radonja Bojović Nikšić – SK Rockaden Stockholm 3½:2½ |
| ASA Tel Awiw – ŠK Bihać 1:5                          |
| Taraus Tampere – Alkaloid Skopje 1:5                 |
| Infinity Pardubice – Zrinjski Mostar 3½:2½           |
| Tatran Plynoma Preszów – Nancy Est Echecs 2½:3½      |
| KSK Rochade Eupen-Kelmis – Gambit Bonnevoie 3½:2½    |
| Randaberg SK – SV NÖ Melk-Wachau ½:5½                |
| Hydina Koszyce – Bray Chess Club 5:1                 |
| Cardiff Chess Club – Boavista FC ½:5½                |
| Philidor Mulhouse – Monmouth Minnows 5:1             |

### Runda 3
Źródło: OlimpBase
26 września 2000
| Ordina Breda – Beer Sheva Chess Club 3:3          |
| Radonja Bojović Nikšić – Petersburg 2½:3½         |
| Bosna Sarajewo – ŠK Bihać 4:2                     |
| Polonia PKO BP Warszawa – Zrinjevac Zagrzeb 4½:1½ |
| EMSE-Miskolc – Danko-Donbas Ałczewsk 2:4          |
| ŠK Kiseljak – Sibir Tomsk – 4:2                   |
| Infinity Pardubice – Uniwersitet Majkop 2:4       |
| Merkur Versicherung Graz – Nancy Est Echecs 4½:1½ |
| KSK Rochade Eupen-Kelmis – RAT Bukareszt ½:5½     |
| SV NÖ Melk-Wachau – Boksit Milici 3:3             |
| SK Rockaden Stockholm – Hydina Koszyce 4:2        |
| Alkaloid Skopje – Boavista FC 4:2                 |
| ASA Tel Awiw – Philidor Mulhouse 4:2              |
| Bray Chess Club – Taraus Tampere 2½:3½            |
| Zrinjski Mostar – Randaberg SK 4:2                |
| Monmouth Minnows – Tatran Plynoma Preszów 2½:3½   |
| Gambit Bonnevoie – Cardiff Chess Club 6:0         |

### Runda 4
Źródło: OlimpBase
27 września 2000
| Petersburg – Bosna Sarajewo 3:3                       |
| Danko-Donbas Ałczewsk – Ordina Breda 3:3              |
| Beer Sheva Chess Club – Polonia PKO BP Warszawa 2½:3½ |
| ŠK Kiseljak – Radonja Bojović Nikšić 3:3              |
| SK Rockaden Stockholm – Uniwersitet Majkop 3½:2½      |
| ŠK Bihać – Merkur Versicherung Graz 1½:4½             |
| RAT Bukareszt – Alkaloid Skopje 4½:1½                 |
| Sibir Tomsk – Boksit Milici 4½:1½                     |
| EMSE-Miskolc – Zrinjevac Zagrzeb 4:2                  |
| SV NÖ Melk-Wachau – ASA Tel Awiw 2:4                  |
| Philidor Mulhouse – Infinity Pardubice 2½:3½          |
| Nancy Est Echecs – Taraus Tampere 4½:1½               |
| Zrinjski Mostar – KSK Rochade Eupen-Kelmis 3½:2½      |
| Hydina Koszyce – Tatran Plynoma Preszów 4:2           |
| Boavista FC – Gambit Bonnevoie 3½:2½                  |
| Cardiff Chess Club – Randaberg SK 2½:3½               |
| Bray Chess Club – Monmouth Minnows 4½:1½              |

### Runda 5
Źródło: OlimpBase
28 września 2000
| Polonia PKO BP Warszawa – Petersburg 2:4               |
| Bosna Sarajewo – SK Rockaden Stockholm 5½:½            |
| Ordina Breda – RAT Bukareszt 4½:1½                     |
| Danko-Donbas Ałczewsk – ŠK Kiseljak 3½:2½              |
| Merkur Versicherung Graz – Beer Sheva Chess Club 3½:2½ |
| Radonja Bojović Nikšić – EMSE-Miskolc 3½:2½            |
| Boavista FC – Sibir Tomsk 1½:4½                        |
| Uniwersitet Majkop – Hydina Koszyce 4:2                |
| Nancy Est Echecs – ŠK Bihać 1½:4½                      |
| Infinity Pardubice – ASA Tel Awiw 3:3                  |
| Alkaloid Skopje – Zrinjski Mostar 4:2                  |
| Zrinjevac Zagrzeb – SV NÖ Melk-Wachau 5:1              |
| Boksit Milici – Taraus Tampere 3½:2½                   |
| Randaberg SK\| – KSK Rochade Eupen-Kelmis 2:4          |
| Gambit Bonnevoie – Philidor Mulhouse 2½:3½             |
| Tatran Plynoma Preszów – Bray Chess Club 3½:2½         |
| Monmouth Minnows – Cardiff Chess Club 1½:4½            |

### Runda 6
Źródło: OlimpBase
29 września 2000
| Petersburg – Danko-Donbas Ałczewsk 3:3               |
| Merkur Versicherung Graz – Bosna Sarajewo 2½:3½      |
| Sibir Tomsk – Ordina Breda 3:3                       |
| Polonia PKO BP Warszawa – Radonja Bojović Nikšić 4:2 |
| RAT Bukareszt – Uniwersitet Majkop 3½:2½             |
| ŠK Kiseljak – Alkaloid Skopje 3½:2½                  |
| ŠK Bihać – SK Rockaden Stockholm 3:3                 |
| Beer Sheva Chess Club – Zrinjevac Zagrzeb 3:3        |
| ASA Tel Awiw – EMSE-Miskolc 1:5                      |
| Boksit Milici – Infinity Pardubice 3:3               |
| Philidor Mulhouse – Nancy Est Echecs 2:4             |
| Hydina Koszyce – Zrinjski Mostar 1½:4½               |
| Tatran Plynoma Preszów – Boavista FC 3:3             |
| KSK Rochade Eupen-Kelmis – SV NÖ Melk-Wachau 2½:3½   |
| Taraus Tampere – Cardiff Chess Club 3½:2½            |
| Bray Chess Club – Gambit Bonnevoie 3:3               |
| Monmouth Minnows – Randaberg SK 2:4                  |

### Runda 7
Źródło: OlimpBase
30 września 2000
| Bosna Sarajewo – Polonia PKO BP Warszawa 3½:2½     |
| Ordina Breda – Petersburg 3:3                      |
| Danko-Donbas Ałczewsk – Sibir Tomsk 3:3            |
| ŠK Kiseljak – Merkur Versicherung Graz 1½:4½       |
| SK Rockaden Stockholm – RAT Bukareszt 3:3          |
| Radonja Bojović Nikšić – ŠK Bihać 3½:2½            |
| EMSE-Miskolc – Nancy Est Echecs 3½:2½              |
| Zrinjski Mostar – Uniwersitet Majkop 1:5           |
| Zrinjevac Zagrzeb – Infinity Pardubice 4:2         |
| Alkaloid Skopje – Boksit Milici 2½:3½              |
| Boavista FC – Beer Sheva Chess Club 1½:4½          |
| ASA Tel Awiw – Tatran Plynoma Preszów 4½:1½        |
| SV NÖ Melk-Wachau – Taraus Tampere 4½:1½           |
| KSK Rochade Eupen-Kelmis – Philidor Mulhouse 4½:1½ |
| Randaberg SK – Hydina Koszyce 2½:3½                |
| Cardiff Chess Club – Bray Chess Club 2:4           |
| Gambit Bonnevoie – Monmouth Minnows 4½:1½          |

## Klasyfikacja
Źródło: OlimpBase
| Msc | Zespół                   | M | W | R | P | Pkt |
| --- | ------------------------ | - | - | - | - | --- |
| 1   | Bosna Sarajewo           | 7 | 6 | 1 | 0 | 13  |
| 2   | Petersburg               | 7 | 4 | 3 | 0 | 11  |
| 3   | Ordina Breda             | 7 | 3 | 4 | 0 | 10  |
| 4   | Merkur Versicherung Graz | 7 | 5 | 0 | 2 | 10  |
| 5   | Danko-Donbas Ałczewsk    | 7 | 3 | 4 | 0 | 10  |
| 6   | EMSE-Miskolc             | 7 | 4 | 1 | 2 | 9   |
| 7   | Sibir Tomsk              | 7 | 3 | 3 | 1 | 9   |
| 8   | RAT Bukareszt            | 7 | 4 | 1 | 2 | 9   |
| 9   | Polonia PKO BP Warszawa  | 7 | 4 | 1 | 2 | 9   |
| 10  | Radonja Bojović Nikšić   | 7 | 4 | 1 | 2 | 9   |
| 11  | Beer Sheva Chess Club    | 7 | 3 | 2 | 2 | 8   |
| 12  | Uniwersitet Majkop       | 7 | 4 | 0 | 3 | 8   |
| 13  | Zrinjevac Zagrzeb        | 7 | 3 | 2 | 2 | 8   |
| 14  | ŠK Kiseljak              | 7 | 3 | 2 | 2 | 8   |
| 15  | SK Rockaden Stockholm    | 7 | 3 | 2 | 2 | 8   |
| 16  | Boksit Milici            | 7 | 3 | 2 | 2 | 8   |
| 17  | ŠK Bihać                 | 7 | 3 | 1 | 3 | 7   |
| 18  | SV NÖ Melk-Wachau        | 7 | 3 | 1 | 3 | 7   |
| 19  | ASA Tel Awiw             | 7 | 3 | 1 | 3 | 7   |
| 20  | KSK Rochade Eupen-Kelmis | 7 | 3 | 0 | 4 | 6   |
| 21  | Alkaloid Skopje          | 7 | 3 | 0 | 4 | 6   |
| 22  | Nancy Est Echecs         | 7 | 3 | 0 | 4 | 6   |
| 23  | Zrinjski Mostar          | 7 | 3 | 0 | 4 | 6   |
| 24  | Hydina Koszyce           | 7 | 3 | 0 | 4 | 6   |
| 25  | Infinity Pardubice       | 7 | 2 | 2 | 3 | 6   |
| 26  | Gambit Bonnevoie         | 7 | 2 | 1 | 4 | 5   |
| 27  | Boavista FC              | 7 | 2 | 1 | 4 | 5   |
| 28  | Bray Chess Club          | 7 | 2 | 1 | 4 | 5   |
| 29  | Tatran Plynoma Preszów   | 7 | 2 | 1 | 4 | 5   |
| 30  | Philidor Mulhouse        | 7 | 2 | 0 | 5 | 4   |
| 31  | Taraus Tampere           | 7 | 2 | 0 | 5 | 4   |
| 32  | Randaberg SK             | 7 | 2 | 0 | 5 | 4   |
| 33  | Cardiff Chess Club       | 7 | 1 | 0 | 6 | 2   |
| 34  | Monmouth Minnows         | 7 | 0 | 0 | 7 | 0   |